# Tigridae
Tigridae è un titolo cardinalizio documentato nel V secolo.
Secondo il Liber pontificalis sarebbe uno dei tituli istituiti da papa Evaristo all'inizio del II secolo. Il titolo compariva nell'elenco del sinodo romano del 1º marzo 499, dove furono presenti i presbiteri Romano e Redento.
È stato proposto di identificare questo titulus con il titulus Balbinae attestato alla fine del VI secolo; questa identificazione non è tuttavia certa.

## Titolari
- Romano e Redento (menzionati nel 499)